# Epilobium nankotaizanense
Epilobium nankotaizanense är en dunörtsväxtart som beskrevs av Yamamoto. Epilobium nankotaizanense ingår i släktet dunörter, och familjen dunörtsväxter. Inga underarter finns listade i Catalogue of Life.